# Kalles kaviar
Kalles Kaviar este un produs alimentar făcut din icrele peștilor din familia Acipenseridae.